# Skrzeszew (powiat legionowski)
Skrzeszew – wieś sołecka w Polsce położona w województwie mazowieckim, w powiecie legionowskim, w gminie Wieliszew.

## Historia
W 1155 papież Hadrian IV potwierdza należność Skrzeszewa (Scriseua) wraz z jeziorem do opactwa czerwińskiego. W 1254 Opizo legat papieski potwierdza, że Skrzeszew (Scrissewo) wraz z jeziorem i bobrami należy do opactwa czerwińskiego. W 1472 Mikołaj opat czerwiński potwierdza, że szlachetny Jaktor z Falęcic nabył sołectwo w Skrzeszewie z 2 wł. i z pr. chełm. od opatrznego Stanisława z Skrzeszewa za 34 kopy gr; Jaktor zobowiązuje się zbudować jaz w jeziorze Brzowym i połowę ryb złowionych tamże oddawać opactwu; czynsz roczny ma wynosić po 12 gr z 1 wł. os.
Wieś duchowna Skrzissewo położona była w 1580 roku w powiecie warszawskim ziemi warszawskiej województwa mazowieckiego. W latach 1952–1954 i 1973–1995 istniała gmina Skrzeszew. W latach 1975–1998 miejscowość należała administracyjnie do województwa warszawskiego.
Parafia
W 2009 r. w Skrzeszewie został utworzony Ośrodek Duszpasterski Św. Jana Marii Vianneya. Administratorem ośrodka został ks. Krzysztof Krupa. Przy ul. Dojazdowej 2 znajduje się nowy kościół. 8 grudnia 2015 r. zostało ogłoszone ustanowienie w Skrzeszewie pełnoprawnej parafii św. Jana Marii Vianneya. Pierwszym proboszczem został mianowany ks. Krzysztof Krupa.